# Antonio Beduzzi

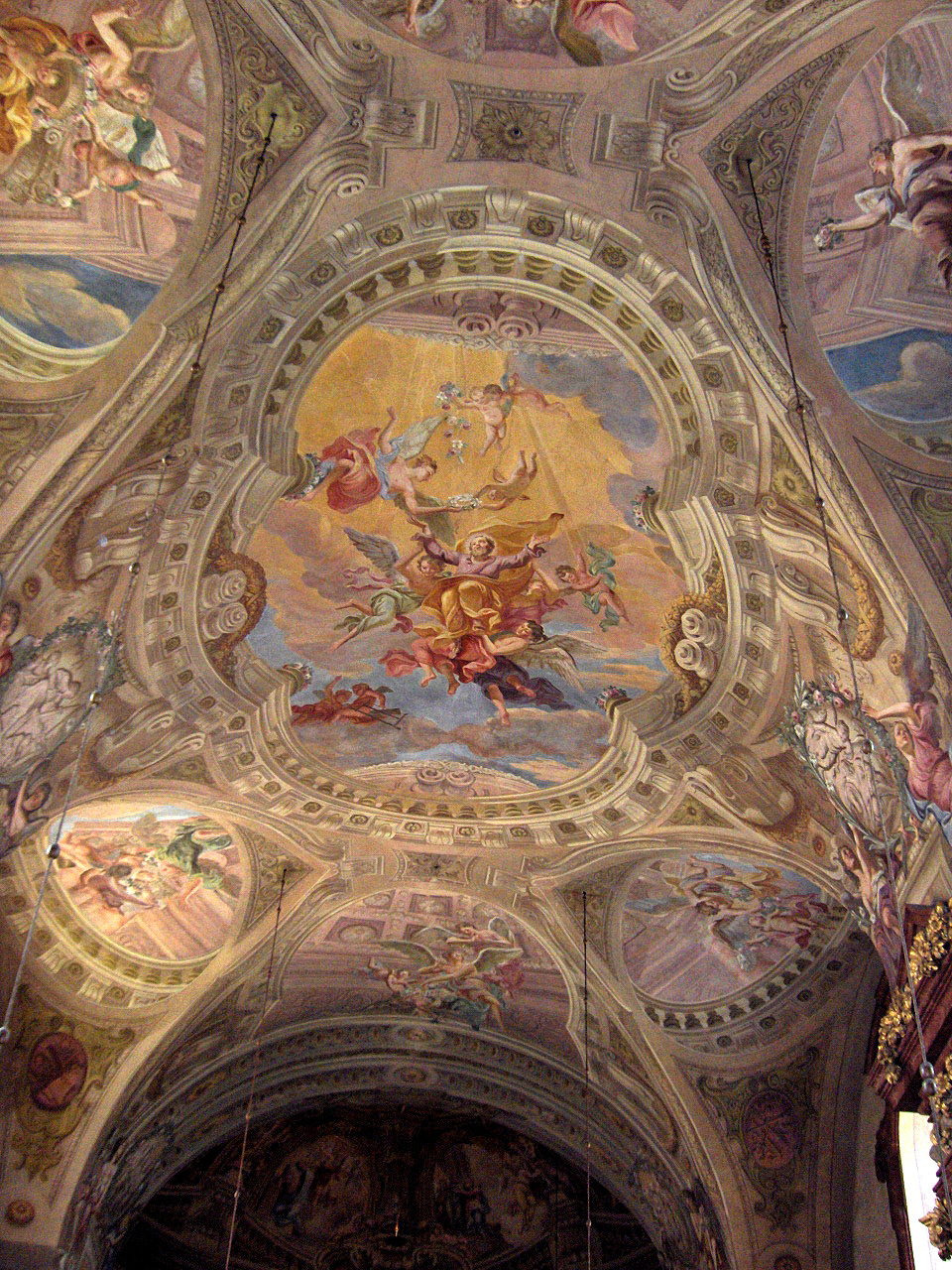
Affresco di Antonio Beduzzi nel Santuario di Maria Taferl, Bassa Austria, raffigurante lApoteosi di San Giuseppe.

Antonio Maria Nicolao Beduzzi (Bologna, 1675 – Vienna, 4 marzo 1735) è stato un architetto e pittore italiano naturalizzato austriaco attivo a Vienna intorno all'inizio del XVIII secolo.

## Biografia
Nato a Bologna, dopo la laurea si trasferì a Vienna dove succedette a Lodovico Burnacini come architetto alla Corte di Vienna nel 1708. Fra le sue opere più rappresentative si annoverano: 
- Interni dell'Abbazia di Melk dopo la ricostruzione barocca di Jakob Prandtauer
- Chiesa di San Leopoldo a Leopoldsberg sopra Klosterneuburg, vicino a Vienna
- Museo della Cattedrale di Passavia
- Il Theater am Kärntnertor a Vienna (sito attualmente occupato dall'Hotel Sacher)
- L'affresco della Landhaussaal nel viennese Palais Niederösterreich
- Affresco nella cupola del Santuario di Maria Taferl raffigurante l'Assunzione di Maria in Cielo e otto scene della Sua vita
- Affresco nella volta della navata centrale del Santuario di Maria Taferl raffigurante l'Apoteosi di San Giuseppe.

Beduzzi morì a Vienna nel 1735.